# Великопиське сільське поселення
Великопи́ське сільське поселення (рос. Большепысское сельское поселение) — муніципальне утворення у складі Удорського району Республіки Комі, Росія. Адміністративний центр — село Велика Писса.

## Населення
Населення — 402 особи (2017, 504 у 2010, 799 у 2002, 1227 у 1989).

## Склад
До складу поселення входять такі населені пункти:
| Населений пункт      | Населення, осіб (1989) | Населення, осіб (2002) | Населення, осіб (2010) |
| -------------------- | ---------------------- | ---------------------- | ---------------------- |
| Велика Писса, село   | 773                    | 502                    | 338                    |
| Латьюга, присілок    | 93                     | 77                     | 36                     |
| Мала Писса, присілок | 250                    | 126                    | 64                     |
| Патраково, присілок  | 33                     | 17                     | 10                     |
| Політово, присілок   | 78                     | 77                     | 56                     |